# Майнке, Йохенфриц
Йохенфриц (Йохен) Майнке (23 октября 1930 — 9 января 2022) — немецкий футболист. Всю карьеру провёл в «Гамбурге». Сыграл 400 матчей во всех турнирах за клуб и занимает десятое место в истории клуба по этому показателю. В сезоне 1959/60 выиграл чемпионат Германии в качестве капитана «горожан».

## Биография
Йохенфриц Майнке по прозвищу «Йоки» начал заниматься футболом в «Шпербер Гамбург». Уже после окончания Второй мировой войны 1 июля 1945 года перешёл в молодёжную команду «Гамбурга». В сезоне 1949/50 он был переведён в первую команду. В четвёртом туре, 9 октября 1949 года, молодой игрок дебютировал в Оберлиге Норд, его команда победила на своём поле «Ганновер 96» со счётом 5:2. В сезоне 1950/51, получив серьёзную травму мениска, из-за которой он также пропустил турне в США летом 1950 года, он сыграл лишь шесть матчей чемпионата. 27 мая 1951 года Майнке дебютировал в плей-офф чемпионата Германии в домашнем матче со счётом 5:1 «Гамбург» выиграл у «Пройссен Мюнстер». В сезоне 1952/53 Майнке стал игроком основного состава, сыграл 33 матча в лиге и забил четыре гола.
В сезоне 1954/55 клуб пополнили перспективные молодые игроки, в том числе Уве Зеелер, в итоге «Гамбург» стал демонстрировать лучшие результаты и в Кубке Германии, и в чемпионате. В 1956 году команда боролась за Кубок Германии, но проиграла в финале «Карлсруэ». Затем последовали финалы плей-офф чемпионата Германии 1957 и 1958 годов, но оба были проиграны. В своём 11-м сезоне с клубом (1959/60) капитан Майнке помог «Гамбургу» выиграть чемпионат Германии, 25 июня 1960 года со счётом 3:2 был обыгран «Кёльн». Всего с 1951 по 1962 год с Майнке сыграл 52 матча плей-офф чемпионата Германии. Капитан «Гамбурга» сыграл свой последний матч плей-офф 5 мая 1962 года против «Айнтрахт Франкфурт», его команда проиграла со счётом 1:2.
Майнке ни разу не вызывался в сборную ФРГ. 24 апреля 1954 года он провёл один матч за вторую сборную против Швейцарии. Кроме того, в период с 1955 по 1960 год он сыграл шесть матчей за сборную Северогерманского футбольного союза и забил один гол.
В Кубке европейских чемпионов 1960/61 «Гамбург» дошёл до полуфинала, выбив из турнира «Янг Бойз» и «Бернли» и уступив «Барселоне» по голам выезда. По словам Майнке, лучшую игру турнира команда провела на выезде против «Янг Бойз», когда соперник был разгромлен со счётом 5:0.
Свою последнюю игру в лиге за «Гамбург» Майнке провёл 3 февраля 1963 года, его команда потерпела поражение от «Альтоны» 1:2. Затем его позицию занял Хьюберт Штапельфельдт.
После основания Бундеслиги в сезоне 1963/64 Майнке больше не играл за клуб. Официально его контракт действовал до 1965 года, в мае 1964 года он сыграл против «Ливерпуля» во время тура по Америке. Позже Майнке вспоминал: «Новая эра в футболе началась с Бундеслиги. В 32 года я чувствовал себя слишком старым для этого.»
Йохенфриц Майнке умер 9 января 2022 года.